# Otterberg
Otterberg är en stad i Landkreis Kaiserslautern i förbundslandet Rheinland-Pfalz i Tyskland.
Kommunen ingår i kommunalförbundet Verbandsgemeinde Otterbach-Otterberg tillsammans med ytterligare 11 kommuner.